# Atari ST

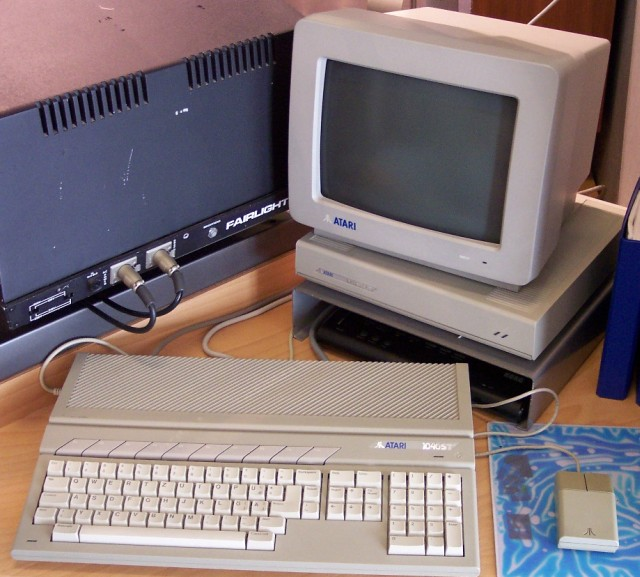
Atari 1040 ST con disco duro externo

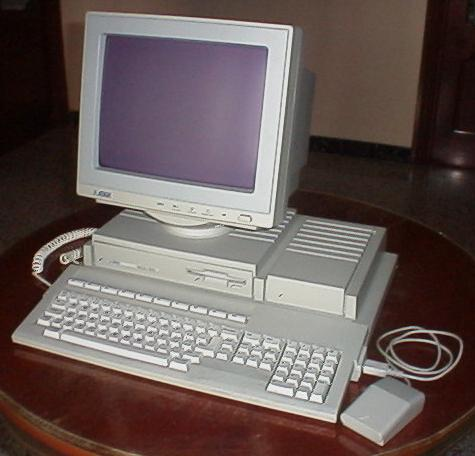
Atari Mega STE

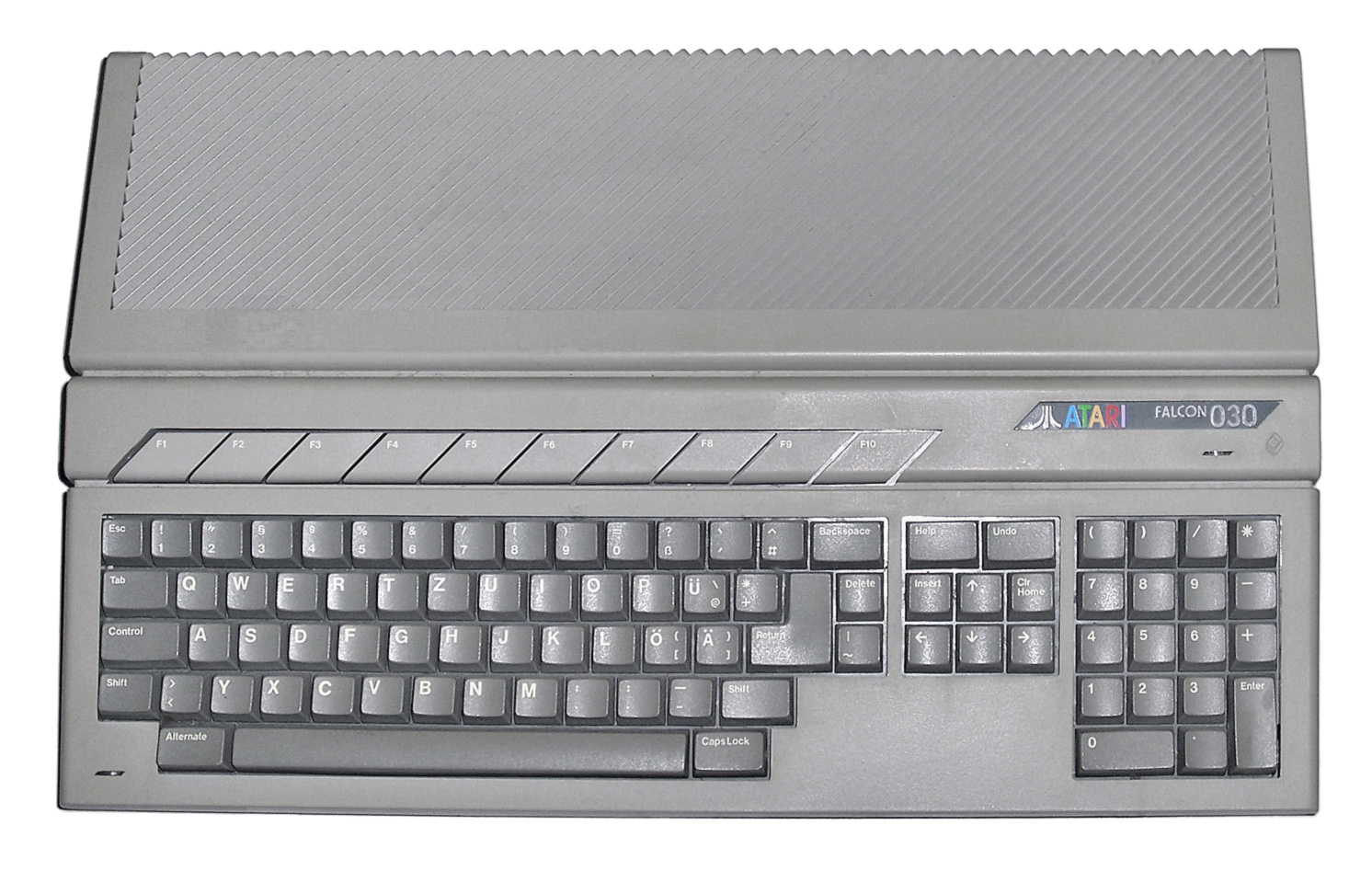
Atari Falcon 030

Atari ST es una línea de computadoras domésticas presentada por la empresa Atari, sucesora de la familia Atari de 8 bits. El modelo inicial de ST, abreviación de «Sixteen/Thirty-two» —en castellano «dieciséis/treinta y dos» (en referencia a los buses internos de 32 bits y externos de 16 de su microprocesador Motorola 68000)— fue lanzado en forma limitada entre abril y junio de 1985 y luego estuvo más ampliamente disponible desde julio de ese año. El Atari ST fue el primer ordenador doméstico con interfaz gráfica de mapa de bits en color, la GEM de Digital Research, lanzada previamente en febrero del mismo año. El modelo 1040ST, lanzado en 1986, fue la primera computadora personal con un megabyte de RAM de fábrica en su configuración básica y también la primera con una relación costo/kilobyte de menos de un dólar.
Al presentarla en el Consumer Electronics Show de Las Vegas fue la gran sorpresa de la feria, ya que hacía solo seis meses que Jack Tramiel, fundador de Commodore, había comprado Atari. La serie ST fue lanzada al mercado por Atari aunque en su estancia en Commodore, Tramiel había contratado a Amiga Corp. para fabricar un ordenador personal de 16 Bits, pero las cuestiones legales al marchar de Commodore causaron la disolución de ese contrato.
Como resultado Commodore Computer lanzaba el Amiga y Atari creaban el ST usando electrónica a medida para lanzar una computadora coincidiendo con el lanzamiento del Amiga de Commodore.
También fue diseñado para ser un "asesino de Macintosh", y fue llamado el "Jackintosh" ya que eran una seria alternativa a los Mac (en el terreno musical y autoedición) por mucho menos dinero. De hecho Atari lanzó esta serie bajo el lema "Power without the price".
Ofrecía características nunca antes encontradas en los ordenadores personales: microprocesador de 16 bits, varios puertos, interfaz MIDI de serie, alta resolución gráfica, cantidad de colores, GUI realzada (interfaz gráfica de usuario). Era mucho más barato y expandible que el Macintosh (MIDI, gráficos, colores, etc), más de 6 millones de Atari ST fueron vendidos en todo el mundo[cita requerida].
Durante la década de los ochenta hasta mediados de los 90 fue el núcleo de la mayoría de estudios audiovisuales dado que incluía interfaz MIDI de serie. En él se popularizaron estándares del software musical como Cubase de Steinberg y Notator de Emagic (antecesor de Logic Audio).
El Atari ST destacó como uno de los computadores con más cantidad y calidad de juegos [cita requerida].

## Orígenes
El Atari ST nació de la rivalidad entre los fabricantes de computadoras para el hogar Atari Corporation y Commodore International .

### Contrato con Amiga
Jay Miner, uno de los diseñadores originales de los chips personalizados que se encuentran en la Atari 2600 y la [[Familia [Atari de 8 bits]], trató de convencer a la gerencia de Atari para que creara un nuevo chipset para una consola de videojuegos y una computadora. Cuando su idea fue rechazada, dejó Atari para formar un pequeño think tank llamado Hi-Toro en 1982 y comenzó a diseñar el nuevo chipset "Lorraine". La compañía, que más tarde pasó a llamarse Amiga Corporation, fingió vender controladores de videojuegos para engañar a su competencia mientras desarrollaba una computadora basada en Lorraine.
Amiga se quedó sin capital para completar el desarrollo de Lorraine, y Atari, para entonces propiedad de Warner Communications, pagó a Amiga para continuar con su trabajo. A cambio, Atari recibió el uso exclusivo del diseño de Lorraine durante un año como consola de videojuegos. Después de ese tiempo, Atari tenía derecho a agregar un teclado y comercializar la computadora completa, denominada 1850XLD. Como Atari estaba muy involucrada con Disney en ese momento, más tarde recibió el nombre en código de "Mickey", y la placa de expansión de memoria de 256K recibió el nombre en código de "Minnie".

### Tramel Technology
Después de dejar Commodore International en enero de 1984, Jack Tramiel formó Tramel Technology, Ltd. con sus hijos y otros ex empleados de Commodore y, en abril, comenzó a planificar una nueva computadora. Inicialmente consideraron el microprocesador NS32000 de  National Semiconductor,  pero quedaron decepcionados con su rendimiento. Esto inició el cambio al Motorola 68000. Su diseñador principal fue el ex empleado de Commodore Shiraz Shivji, quien trabajó anteriormente en el desarrollo del Commodore 64.
Atari a mediados de 1984 perdía alrededor de un millón de dólares por día. Interesado en la fabricación en el extranjero y la red de distribución mundial de Atari para su nueva computadora, Tramiel negoció con Warner en mayo y junio de 1984. Consiguió fondos y compró la División de Consumo de Atari (que incluía los departamentos de consolas y computadoras personales) en julio. Cuando los ejecutivos e ingenieros dejaron a Commodore para unirse a Tramel Technology, Commodore respondió presentando demandas contra cuatro ex ingenieros por robo de secretos comerciales.
Los Tramiel no compraron los contratos de los empleados cuando compraron los activos de Atari Inc., por lo que uno de sus primeros actos fue entrevistar a los empleados de Atari Inc. para decidir a quién contratar en lo que era esencialmente una empresa nueva. En el momento de la compra de los activos de Atari Inc, quedaban aproximadamente 900 empleados de un punto alto de 10.000. Luego de las entrevistas, aproximadamente 100 empleados fueron contratados para trabajar en Tramel Technology, que pronto cambió su nombre a Atari Corporation.
En un momento, un procesador de sonido personalizado llamado AMY era un componente planificado para el nuevo diseño de la computadora ST, pero el chip necesitaba más tiempo para completarse, por lo que AMY se descartó en favor de un chip de sonido Yamaha listo para usar.
Fue durante este tiempo a finales de julio/principios de agosto que Leonard Tramiel descubrió el contrato original de Amiga, que requería que Amiga Corporation entregara el chipset Lorraine a Atari el 30 de junio de 1984. Amiga Corp. había buscado más apoyo monetario de los inversores en la primavera de 1984 (entre ellos Tramel Technology, que deseaba reemplazar a casi todos en Amiga).

### Commodore y Amiga
Habiendo escuchado rumores de que Tramiel estaba negociando para comprar Atari, Amiga Corp. entró en conversaciones con Commodore. Esto llevó a Commodore a querer comprar Amiga Corporation por completo, lo que Commodore creía que cancelaría cualquier contrato pendiente, incluido el de Atari. En lugar de que Amiga Corp. entregue Lorraine a Atari, Commodore entregó un cheque de 500.000 dólares a Atari en nombre de Amiga, devolviendo los fondos que Atari invirtió en Amiga para el chipset. Tramiel respondió demandando a Amiga Corp. el 13 de agosto de 1984, buscando daños y perjuicios y una orden judicial para prohibir a Amiga (y efectivamente a Commodore) producir cualquier cosa con su tecnología.
En Commodore, la demanda dejó al equipo de Amiga en el limbo durante el verano de 1984. No se sabía nada sobre el estado del chipset, la computadora Lorraine o el destino del equipo. En el otoño de 1984, Commodore informó al equipo que el proyecto Lorraine estaba nuevamente activo, que se mejoraría el chipset, se desarrollaría el sistema operativo (OS) y se completaría el diseño del hardware. Mientras que Commodore anunció el Amiga 1000 con el chipset Lorraine en julio de 1985, la demora le dio a Atari, con sus muchos ex ingenieros de Commodore, tiempo para entregar las primeras unidades Atari ST en junio de 1985. En marzo de 1987, las dos compañías resolvieron la disputa fuera de tribunal en una decisión cerrada.

### Sistema operativo
Con su diseño de hardware a punto de completarse, el equipo de Atari comenzó a analizar el sistema operativo. Poco después de la compra de Atari, Microsoft se acercó a Tramiel con la sugerencia de portar Microsoft Windows a la plataforma, pero la fecha de entrega era de dos años, demasiado para sus necesidades. Otra posibilidad era Digital Research, que estaba trabajando en un nuevo sistema basado en GUI entonces conocido como Crystal, que pronto se convertiría en GEM. Otra opción era escribir un nuevo sistema operativo internamente, pero esto fue rechazado porque la gerencia de Atari no estaba segura de si la empresa tenía la experiencia necesaria.
Digital Research estaba totalmente comprometido con la plataforma Intel, por lo que se envió un equipo de Atari a la sede de Digital Research para trabajar con el "Monterey Team", que estaba compuesto por una mezcla de ingenieros de Atari y Digital Research. Leonard Tramiel de Atari fue la persona de Atari que supervisó el "Proyecto Jason" (también conocido como The Operating System) para la línea de computadoras Atari ST, llamada así por el diseñador y desarrollador Jason Loveman.
GEM se basó en CP/M-68K, esencialmente una conversión directa de CP/M al Motorola 68000. Para 1985, CP/M se estaba volviendo cada vez más obsoleto; no admitía subdirectorios, por ejemplo. Digital Research también estaba en el proceso de construir GEMDOS, un nuevo sistema operativo similar a DOS para GEM, y se discutió si una adaptación podría completarse a tiempo para la entrega del producto en junio. Finalmente, se tomó la decisión de portarlo, lo que resultó en un sistema de archivos GEMDOS que se convirtió en parte de Atari TOS (por "The Operating System", coloquialmente conocido como "Tramiel Operating System"). Esto le dio al ST un sistema de archivos rápido y jerárquico, esencial para los discos duros, y proporcionó a los programadores llamadas a funciones similares a IBM PC DOS. El conjunto de caracteres Atari ST se basa en la página de códigos 437.
Además del sistema operativo TOS original, se desarrollaron o trasladaron varios sistemas operativos de terceros para Atari ST. Entre los clones de Unix, Idris, Minix tenía un versionado al Atari ST y MiNT OS fue desarrollado específicamente para Atari ST.

## Especificaciones técnicas
Todos los ST se componen de chips personalizados y comerciales:
- Custom chips:
  - ST Shifter "Video shift register chip": permite gráficos de mapa de bits usando 32 KiB de memoria contigua para todas las resoluciones. La dirección de la pantalla debe ser un múltiplo de 256.
  - ST GLU "Generalized Logic Unit": Lógica de control para el sistema utilizado para conectar los chips del ST. No forma parte de la ruta de datos, pero es necesario para conectar los chips entre sí.
  - ST MMU "Memory Management Unit": proporciona las señales necesarias para que la CPU/Blitter/DMA y Shifter accedan a la RAM dinámica. Los accesos a la memoria se otorgan a CPU/Blitter/DMA, mientras que los ciclos impares se reservan para el refresco de DRAM o los usa Shifter para mostrar el contenido del Framebuffer.
  - ST DMA "Direct Memory Access": se utiliza para transferencias de datos de disquetes y discos duros. Puede acceder directamente a la memoria principal en el ST.

- Chip de soporte:
  - MC6850P ACIA "Asynchronous Common Interface Adapter": permite que el ST se comunique directamente con dispositivos MIDI y teclado (se utilizan dos chips). 31.250 kbit/s para MIDI , 7812,5 bit/s para teclado.
  - MC68901 MFP "Multi Function Peripheral": se utiliza para la generación/control de interrupciones, comunicaciones serie y varios controles de las señales de entrada. El Atari TT030 tiene dos chips MFP.
  - WD-1772-PH "Western Digital Floppy Disk Controller": chip controlador de disquete.
  - YM2149F PSG "Programmable Sound Generator": proporciona síntesis de sonido de tres voces, también se utiliza para señalización de disquete, salida de control en serie y puerto paralelo de impresora.
  - HD6301V1 "Hitachi keyboard processor": se utiliza para escanear teclado y puertos de mouse/joystick.

### ST/STF/STM/STFM
As originally released in the 520ST:
- CPU: Motorola 68000 16-/32-bit CPU[11] @ 8 MHz. 16-bit data/32-bit internal/24-bit address.
- RAM: 512 KB or 1 MB
- Display modes (60 Hz NTSC, 50 Hz PAL, 71.2 Hz monochrome):
  - Low resolution: 320 × 200 (16 color), palette of 512 colors
  - Medium resolution: 640 × 200 (4 color), palette of 512 colors
  - High resolution: 640 × 400 (mono), monochrome
- Sound: Yamaha YM2149 3-voice squarewave plus 1-voice white noise mono Programmable Sound Generator
- Drive: Single-sided 3½" floppy disk drive, 360 kB capacity when formatted to standard 9 sector, 80 track layout.
- Ports: TV out (on ST-M and ST-FM models, NTSC or PAL standard RF modulated), MIDI in/out (with 'out-thru'), RS-232 serial, Centronics parallel (printer), monitor (RGB or Composite Video color and mono, 13-pin DIN), extra disk drive port (14-pin DIN), DMA port (ACSI port, Atari Computer System Interface) for hard disks and Atari Laser Printer (sharing RAM with computer system), joystick and mouse ports (9-pin MSX standard)
- Operating System: TOS v1.00 (TOS meaning The Operating System) with the Graphics Environment Manager (GEM)

Very early machines included the OS on a floppy disk before a final version was burned into ROM. This version of TOS was bootstrapped from a small core boot ROM.
In 1986, most production models became STFs, with an integrated single- (520STF) or double-sided (1040STF) double density floppy disk drive built-in, but no other changes. Also in 1986, the 520STM (or 520STM) added an RF Modulator for allowing the low and medium resolution color modes when connected to a TV. Later F and FM models of the 520 had a built-in double-sided disk drive instead of a single-sided one.

### STE
As originally released in the 520STE/1040STE:
- All of the features of the 520STFM/1040STFM
- Extended palette of 4,096 available colors to choose from
- Blitter chip (stylized as BLiTTER) to copy/fill/clear large data blocks with a max write rate of 4 Mbytes/s
- Hardware support for horizontal and vertical fine scrolling and split screen (using the Shifter video chip)[cita requerida]
- DMA sound chip with 2-channels stereo 8-bit PCM sound at 6.25/12.5/25/50 kHz and stereo RCA audio-out jacks (using enhancements to the Shifter video chip to support audio shifting)
- National LMC 1992 audio controller chip, allowing adjustable left/right/master volume and bass and treble EQ via a Microwire interface
- Memory: 30-pin SIMM memory slots (SIPP packages in earliest versions) allowing upgrades up to 4 MB Allowable memory sizes including only 0.5, 1.0, 2.0, 2.5 and 4.0 MB due to configuration restraints (however, 2.5 MB is not officially supported and has compatibility problems). Later third-party upgrade kits allow a maximum of 14MB w/Magnum-ST, bypassing the stock MMU with a replacement unit and the additional chips on a separate board fitting over it.
- Ability to synchronise the video timings with an external device so that a video Genlock device can be used without having to make any modifications to computer's hardware
- Analogue joypad ports (2), with support for devices such as paddles and light pens in addition to joysticks/joypads. The Atari Jaguar joypads and Power Pad joypads (gray version of Jaguar joypads marketed for the STE and Falcon) can be used without an adapter. Two standard Atari-style digital joysticks could be plugged into each analogue port with an adapter.
- TOS 1.06 (also known as TOS 1.6) or TOS 1.62 (which fixed some major backwards-compatibility bugs in TOS 1.6) in two socketed 128 KB ROM chips.
- Socketed PLCC 68000 CPU

## Modelos 16 bits
| Modelo        | Año  | Características |
| ------------- | ---- | --- |
| 130 ST        | 1985 | Prototipo con el TOS en disquete, y fuente de alimentación externa.                                                                                          |
| 260 ST        | 1985 | Con el TOS en disquete, y fuente de alimentación externa. Breve tiempo en el mercado                                                                         |
| 520 ST        | 1985 | Con el TOS en disquete, y fuente de alimentación externa |
| 520 STm       | 1985 | TOS en ROM, renombrado en 520 ST más tarde |
| 520 ST+       | 1985 | 1 MB RAM |
| 520 STf       | 1986 | Con disquetera interna |
| 1040 STf      | 1986 | Como el 520 STf, pero con 1 MB RAM |
| 520 STfm      | 1986 | Como el 520 STf, conexión RF para televisor |
| 1040 STfm     | 1986 | Como el 1040 STf, pero con conexión RF para televisor |
| 2080 ST       | 1986 | ST para desarrolladores nunca puesto a la venta - 2 MB RAM                                                                                                   |
| 4160 ST       | 1986 | ST para desarrolladores nunca puesto a la venta - 4 MB RAM                                                                                                   |
| Mega ST 1,2,4 | 1987 | con teclado independiente, 1, 2 o 4 MB RAM, MegaBus, soporte para reloj del sistema...                                                                       |
| 4160 STe      | 1988 | STE para desarrolladores nunca puesto a la venta - salida estéreo, 2 puertos Joypad, Blitter                                                                 |
| 1040 STe      | 1989 | Versión finalizada del 4160 STe, pero con 1 MB en vez de 4 MB de RAM                                                                                         |
| 520 STe       | 1989 | Como el 1040 STE, pero con 512 KB RAM |
| 1040 STE+     | 1990 | Prototipo - Un 1040 STE con disco duro interno (IDE) y una placa con un Intel 80286 (más probable un AMD Am286) para ejecutar MS-DOS por emulación hardware. |
| Mega STe      | 1991 | Actualización del Mega ST con carcasa del TT, TOS 2.0x, 68000/16 MHz, bus VME                                                                                |

### Portátiles
| Modelo                | Año  | Características                                                             |
| --------------------- | ---- | --------------------------------------------------------------------------- |
| Stacy, Stacy2, Stacy4 | 1989 | ¡ 7,5 kg de portátil ! basado en el Mega ST                                 |
| ST Book               | 1991 | Tamaño DIN-A4 y tan solo 2 kg de peso; Distribuido en Europa exclusivamente |
| ST Pad "Stylus"       | 1991 | Prototipo - Pentop-Computer                                                 |

## Modelos 32 bits
| Modelo         | Año  | Características                                   |
| -------------- | ---- | ------------------------------------------------- |
| TT030          | 1990 | 68030/32 MHz, nuevo TOS 3.0X, SCSI                |
| FX-1 "Sparrow" | 1991 | Prototipo de Falcon con TOS 2.07                  |
| Falcon 030     | 1992 | 68030/16 MHz, DSP56k, TOS 4.0x, carcasa tipo 1040 |
| Falcon 040     | 1993 | Prototipo - Falcon con 68040                      |
| Microbox       | 1993 | Prototipo - Falcon en caja sobremesa              |

## Clónicos
Durante y tras la existencia de Atari otras marcas han fabricado ordenadores compatibles con la línea ST
| Fabricante              | Modelo      | Año  | Características |
| ----------------------- | ----------- | ---- | --- |
| Hybrid Arts             | CPX         | 1989 | Mega ST en formato rack, con controladora SCSI y disco duro interno |
| GE-Soft                 | Eagle       | 1994 | Clónico del Atari TT030 con el 68030 32 MHz montado en una tarjeta escalable a un 68040, 68060 o un PowerPC.                                                                         |
| C-Lab                   | Falcon MK1  | 1995 | Falcon con circuito de audio modificado |
| C-Lab                   | Falcon MKII | 1995 | Falcon con circuito de audio modificado |
| C-Lab                   | Falcon MKX  | 1995 | Falcon con 68030 20MHz y circuito de audio modificado, formato rack |
| Medusa Computer Systems | Medusa T40  | 1994 | Formato torre, 68040 64MHz/32bit, 4 BUS PCI, 2 ISA, 1 VME, SCSI, IDE, 4 GB RAM |
| Medusa Computer Systems | Hades 040   | 1996 | Formato torre, 68040 64MHz/32bit, 4 BUS PCI, 2 ISA, 1 VME, SCSI, IDE, 1 GB RAM |
| Medusa Computer Systems | Hades 060   | 1996 | Formato torre, 68060 64MHz/32bit, 4 PCI, 2 ISA, 1 VME, SCSI, IDE, 1 GB RAM |
| Milan Computer          | Milan 040   | 1998 | TOS 4.5, 68040, 64MB SD-RAM, ATI Mach 64 con 4 MB expandible hasta 16MB, SoundBlaster SB64 PCI...                                                                                    |
| Milan Computer          | Milan II    | 1998 | TOS 4.5, 68060 66/80 MHz, 64MB SD-RAM, ATI Mach 64 con 4 MB expandible hasta 16MB, SoundBlaster SB64 PCI...                                                                          |
| Atari Coldfire Project  | FireBee     | 2011 | PCI Form Factor, Coldfire MCF5474 a 266MHz con 400MIPS, 512MB RAM y 128MB RAM de vídeo, Flash 8MB para OS, Ethernet 10/100, USB, Compact Flah, SD Card, PS/2, AC´97, PCI, SCSI, IDE, |

## Periféricos para ST
Oficiales
- SF354 - Unidad externa de disquete de 3,5 pulgadas, simple cara, doble densidad (360 KB)
- SF314 - Unidad externa de disquete de 3,5 pulgadas, doble cara, doble densidad (720 kB)
- Atari SM124 - Monitor monocromo de 12 pulgadas, 640x480 píxeles
- SM147 - Monitor monocromo de 14 pulgadas, sin altavoz, sustituyó al SM124
- Atari SC1224 - Monitor color de 12 pulgadas, 640x200 píxeles con altavoz
- SC1435 - Monitor color de 14 pulgadas, altavoces estéreo, sustituyó al SC1224 (rebadged Magnavox 1CM135)
- TT195 - Monitor monocromo de 19 pulgadas para el TT030
- SH204 - Disco duro ACSI externo de 20 MB
- Megafile 20, 30, 60 - Disco duro ACSI externo, con caja a juego del Atari Mega ST
- Megafile 44 - Unidad SyQuest SQ555 de 44 MB removible, con caja a juego del Atari Mega ST
- SLM804 - Impresora láser, con conexión ACSI que utiliza el procesador y la memoria del ST como propias.
- SLM605 - Impresora láser, con conexión ACSI, menor que la SLM805

Terceros
- Netus Un adaptador de LAN y USB para ST/Mega ST/TT/Falcon
- EtherNEC un adaptador para utilizar una tarjeta de red con bus ISA en los ST
- SatanDisk Lector ACSI de tarjetas Secure Digital y MMC hasta 4 GB[14]

## Software para ST
- ver Lista de software para Atari ST